# San Frediano
A San Frediano in Cestello templom Firenzében van, bejárata az Arno partja felé, a Piazza di Cestello térre nyílik, de tartozik hozzá egy ciszterci kolostor is, ami átnyúlik a Borgo San Fredianóra. Az első templomot ezen a helyen az 1450-es években emelték, de a 17. század végén jelentősen átépítették, ekkor kapta mai, barokkos formáját. Ekkor épült a kupolája Antonio Ferri tervei szerint. Az épület latin kereszt formájú, legfőbb látnivalója a kupola freskója, amit Anton Domenico Gabbiani festett a 18. század elején.